# Cécile Corbel
Cécile Corbel (Pont-Croix, Finistère, 28 de marzo de 1980) es una cantante, arpista y compositora francesa. Ha lanzado cinco álbumes de música original y trabajado para Studio Ghibli como compositora para la película de 2010 El Mundo Secreto de Arrietty. Corbel canta en muchos idiomas, incluyendo francés, italiano, bretón e inglés, además de tener canciones en español, alemán, japonés, irlandés y turco.

## Biografía

### Primeros años
Cécile Corbel nación en Pont-Croix el 18 de marzo de 1980. De niña viajó por toda Bretaña con sus padres, quienes tenían un espectáculo de marionetas. Aprendió primero a tocar la guitarra, y descubrió de adolescente el arpa celta durante un concierto de la arpista griega Elisa Vellia, quien más tarde fue su profesora. Con 18 años, tras obtener un baccalauréat científico, se mudó a París para estudiar. Entró entonces en la École du Louvre y consiguió un DEA en arqueología. Al principio interpretó en pubs y calles de París, y consiguió su primera actuación oficial en el pub Ti Jos en 2002.

### Debut profesional
En 2005 lanzó un EP de seis pistas, Harpe celtique et chants du monde. Después de firmar con el sello discográfico Keltia Musique, su primer álbum de estudio fue lanzado en 2006. SongBook 1 contenía canciones en bretón, galés e irlandés. Tras este lanzamiento, comenzó un tour. En 2006 fue a Australia, donde interpretó en un festival francés organizado por la Alianza francesa de Adelaida. Abrió el concierto de Laurent Voulzy en Olympia Hall en París. También compartió escenario con Altan, Lúnasa, Alan Stivell, Carlos Núñez Muñoz, Dan Ar Braz, Hélène Flaherty, Ousmane Touré y Ariana Savall. Actuó en muchos países incluyendo Alemania, Suiza, Italia, Inglaterra, Estonia, República Checa, Polonia, Países Bajos, Estados Unidos, Paraguay y Birmania. En 2008, SongBook vol. 2 fue lanzado, con las primeras 10 de las 12 canciones compuestas por Corbel.
En 2009 interpretó el papel de Ana de Bretaña en la ópera rock de Anne de Bretagne. El compositor Alan Simon eligió a Cécile Corbel tras tener dificultades para encontrar a alguien para el papel. También participó en otro proyecto con músicos como Tri Yann y Fairport Convention. El espectáculo tuvo lugar a finales de junio de 2009 en el Castillo de los Duques de Bretaña en Nantes, precedido por un álbum en el que participaron unos 200 músicos.

### Trabajo con Studio Ghibli

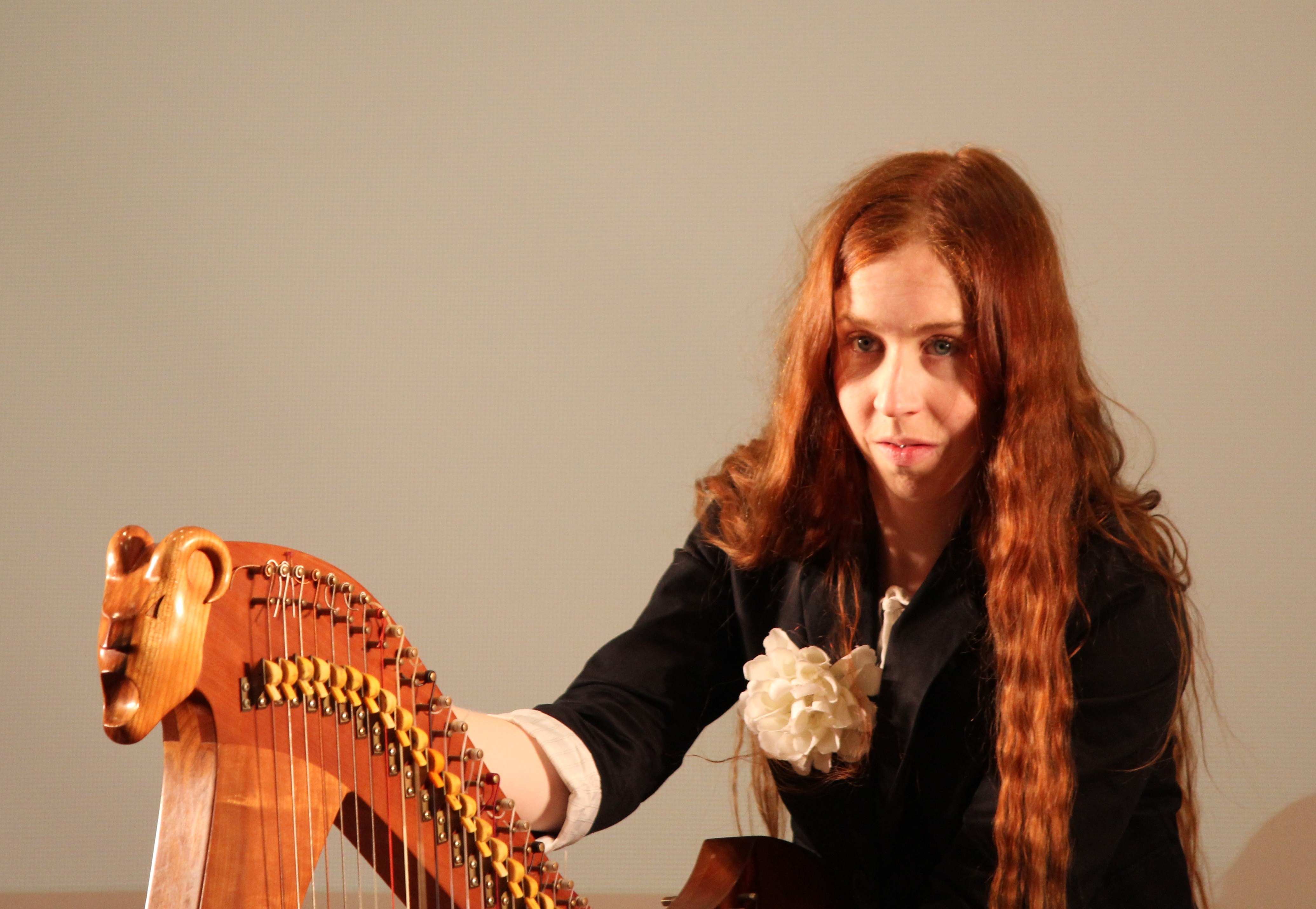
En un concierto en Tokio por el lanzamiento de su banda sonora de El Mundo Secreto de Arrietty.

Tras el fin de la promoción de SongBook vol. 2, Cécile aún tenía álbumes promocionales por sacar, por los que se los mandó a gente que admiraba. Envió uno a Studio Ghibli porque era fan de sus películas desde hacía años. Durante el periodo de desarrollo de El Mundo Secreto de Arrietty, el productor Toshio Suzuki quería una banda sonora inspirada en música celta. Menos de diez días después, recibió un correo de Studio Ghibli sobre su CD. El sobre (que estaba escrito a mano) llamó la atención de Suzuki, quien escuchó el disco. Fue cautivado por la voz de Corbel y el sonido del arpa, e incluyó el CD en la película del director y Yamaha Music. Como resultado, Corbel fue seleccionada para escribir la canción principal de la película. Después se le pidieron más canciones. Para 2009 ya le habían pedido que compusiera toda la música de la película. Esta fue la primera vez que una compositora no japonesa trabajaba para el estudio.
La música combina el estilo de la música folclórica celta, canciones medievales turcas, madrigales barrocos y marchas irlandesas. Se grabó en Francia con una pequeña orquesta que incluía guitarra acústica, bajo, un cuarteto de cuerda, gaitas, flautas irlandesas, bodhrán, instrumentos de percusión y acordeón. El álbum ganó el premio a "Mejor Álbum de Banda Sonora Original" del Japan Gold Disc Award de 2011. También llegó a ser Disco de Oro en Japón con certificado RIAJ, con más de 200.000 copias vendidas.

### Nuevos álbumes y proyectos
En junio de 2011 fue lanzado el tercer álbum de estudio SongBook vol. 3 – Renaissance.
En 2013, Cécile, junto con su colaborador Simon Caby, fueron invitados a Malasia para interpretar en la 11.a edición del Festival de Arte y Cine Francés 2012 (FAFF 2012), organizado por la Alianza Francesa de Kuala Lumpur y la Embajada de Francia en Malasia. Actuó en la HELP University de Kuala Lumpur el 8 de junio y en el Golden Sands Resort, en Penang el 9 de junio con motivo del 50 aniversario de la Alianza Francesa en Penang.

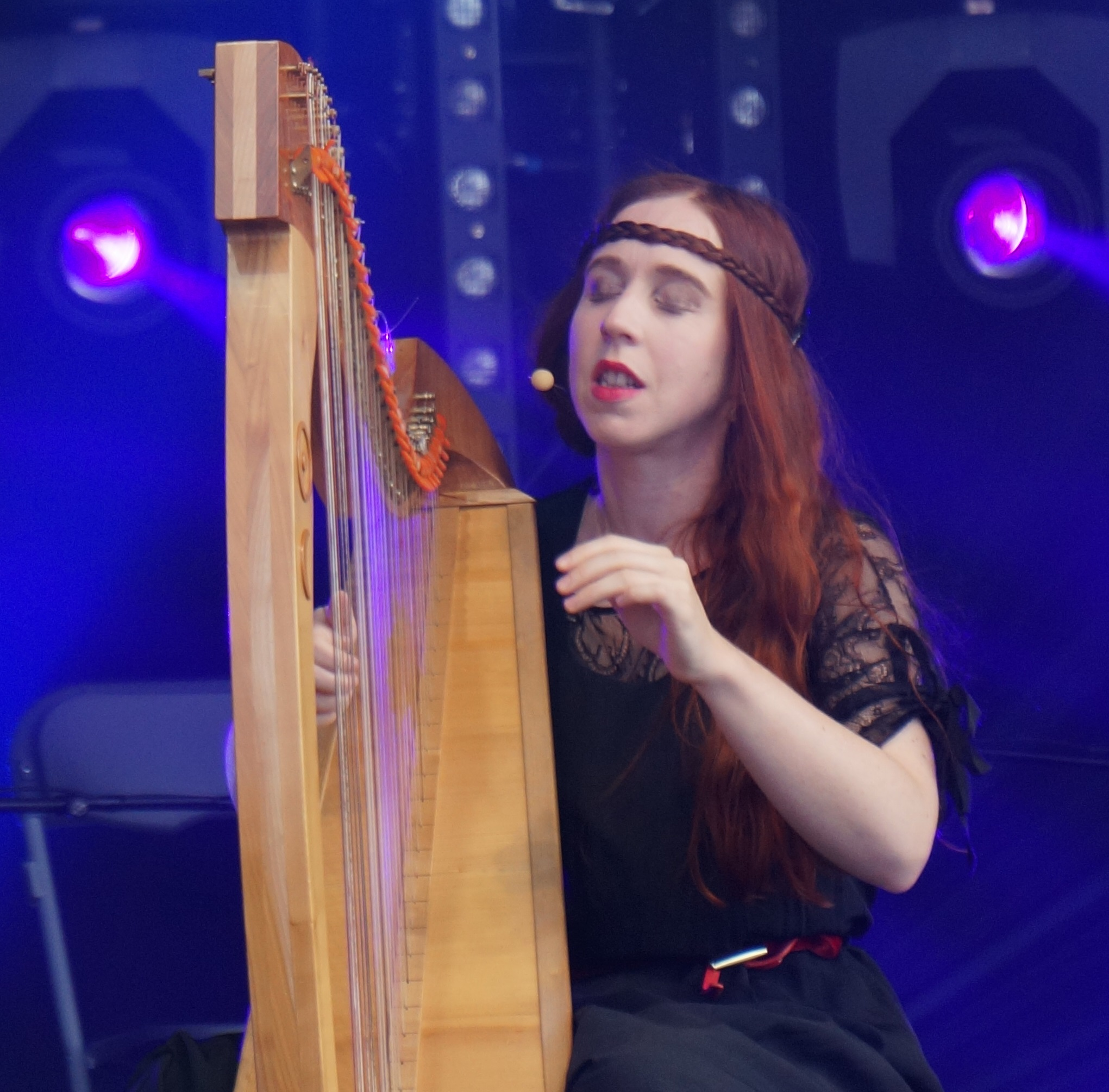
Cécile Corbel con su arpa celta en 2014.

A principios de 2013, Cécile Corbel tomó parte en La Nuit de la Bretagne, tocando junto con Dan Ar Braz en el Zénith de Nantes, Lille y Caen.
El cuarto álbum de estudio, SongBook vol. 4 – Roses, fue lanzado el 24 de junio de 2013. Este álbum tuvo influencias de música mediterránea, medieval y mundial, incluyendo música japonesa y celta. Contiene canciones en francés, inglés, bretón e incluso judeoespañol (Hija Mia). La mayoría de las doce pistas son composición propia, y el álbum incorpora temas bretones e irlandeses tradicionales. También incluye una versión de The Riddle, una canción del cantante inglés Nik Kershaw.
En 2013, escribió canciones y cocompuso (con Fabien Cali) la banda sonora del documental sobre vida salvaje, Terre des Ours (Tierra de Osos). El álbum fue lanzado el 26 de febrero de 2014 por Polydor Records. Cécile canta cinco canciones en el álbum. También canta y toca el arpa en Les Nuits Urbaines, la quinta pista del álbum de Stanislas, Ma Solitude, lanzado el 28 de abril de 2014.
El 26 de junio de 2014 lanzó un single, Entendez-Vous, de su siguiente álbum. Su quinto álbum de estudio, La Fiancée, fue lanzado el 6 de octubre de 2014. El total de sus doce canciones fueron compuestas por Corbel, con música cocompuesta por Simon Caby. El estilo musical del álbum es una mezcla de música clásica y pop.

## Músicos del grupo

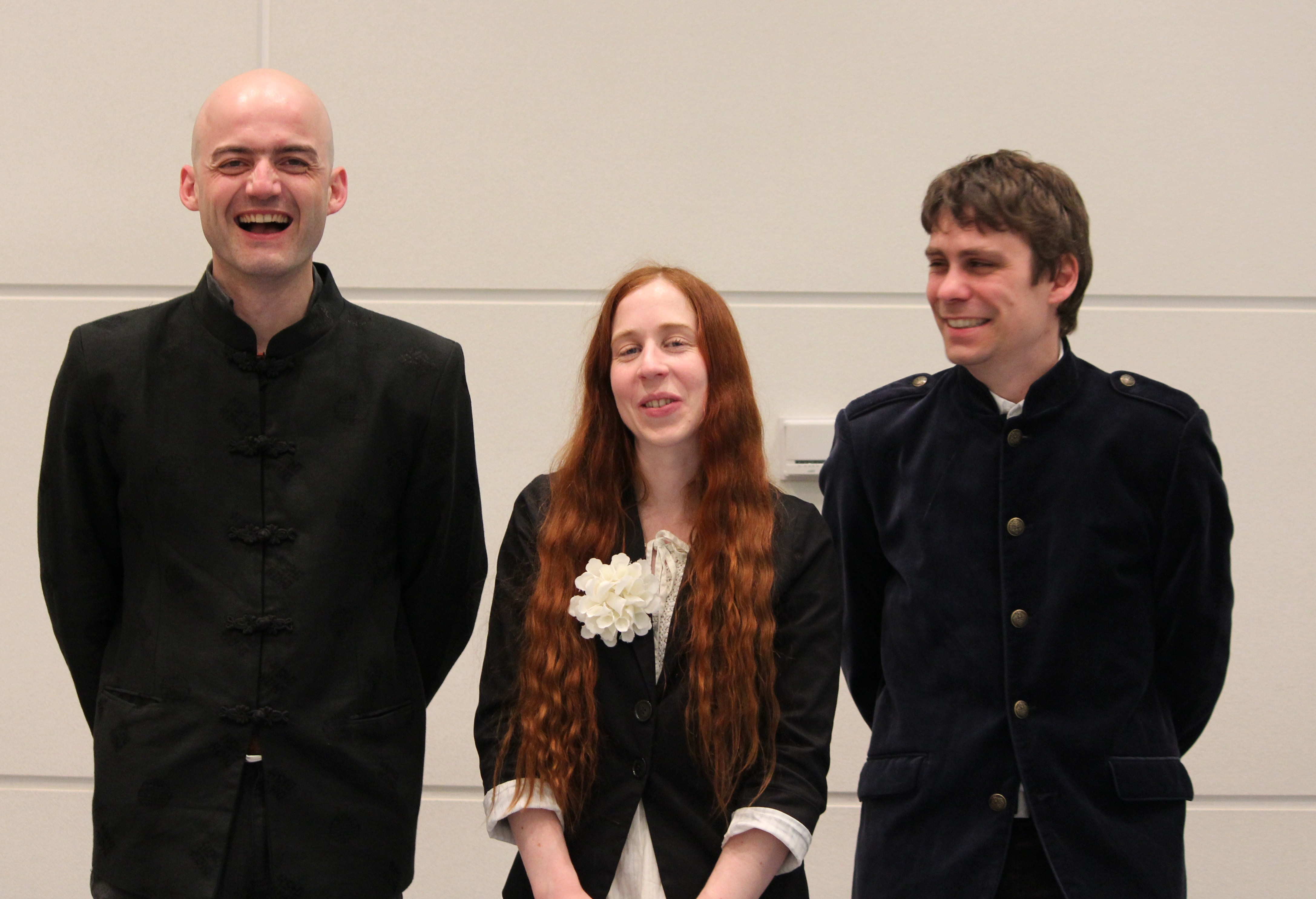
Pascal Boucaud, Cécile Corbel y Cyril Maurin.

Lista de músicos que actúan en conciertos:
- Cécile Corbel – arpa y voz
- Cyril Maurin – guitarras
- Pascal Boucaud – bajo y coros
- Julien Grattard – chelo
- Christophe Piot – percusión

## Discografía
- SongBook 1 (2006)
- SongBook vol. 2 (2008)
- SongBook vol. 3 – Renaissance (2011)
- SongBook vol. 4 – Roses (2013)
- La Fiancée (2014)
- Vagabonde (2016)
- Enfant du Vent (2019)
- SongBook vol. 5 – Notes (2021)